# Треу, Тициано
Тициано Треу (итал. Tiziano Treu; род. 22 августа 1939, Виченца, Италия) — итальянский юрист и политик.

## Биография
Тициано Треу родился 22 августа 1939 года в городе Виченца. Он получил юридическое образование в Католическом университете Святого Сердца, где затем начал преподавать трудовое право.
В 1995 году Треу был назначен министром труда и социальной политики в кабинете Ламберто Дини.
24 июня 1997 года Треу, как министр труда, предложил закон, принятый с целью борьбы с безработицей.
В 2001 и 2006 годах Треу был избран в Сенат Италии, будучи членом партии Маргаритка: Демократия — это свобода, а с 2008 года — Демократической партии.
В 2013 году, по окончании своего парламентского мандата, Треу стал членом Национального совета по экономике и труду, который консультирует правительство и парламент Италии.
В сентябре 2014 года кабинет Ренци назначил Треу специальным комиссаром Национального института социального обеспечения. В этой должности он пробыл до избрания Тито Боэри президентом института.